# F. Györffy Anna
F. Györffy Anna (Szucság, 1915. június 18. – Szentendre, 2006. szeptember 3.) magyar grafikusművész, illusztrátor.

## Életútja
Györffy Anna a Kolozsvár melletti Szucságon (ma Suceagu) született Papp Anna és Györffy István  néprajztudós második gyermekeként. Bátyja, Györffy István (1912–1999) szemészprofesszor, öccse, Györffy György (1917–2000) elismert történettudós volt.  Fiai: Farkas Ádám  szobrászművész és Farkas Ferenc  agrármérnök.
Érdeklődése kézügyességének és rajztehetségének köszönhetően hamar a művészetek fele fordult, amiben a gyermekkori élményeknek, az erdélyi nyaralásoknak és a hosszabb hollandiai utazásoknak is meghatározó szerepük volt. A Kazinczy utcai elemi iskolát követően, 1927-től 1931-ig az Erzsébet Nőiskola leánylíceumának volt a tanulója. Ezt követően a székesfővárosi Iparrajziskolában ruhatervezést, Molnár C. Pál festő- és grafikusművésznél pedig alakrajzot tanult. Nyaranta Kalotaszegen népviseleti stúdiumokat folytatott.1935-től 1945-ig a Goldberger gyár textiltervező műhelyében dolgozott, idővel a tervezőosztály helyettes vezetője lett.
1939-ben kötött házasságot Bisztrai Farkas Ferenccel (1903–1966), az erdélyi származású könyv- és lapkiadóval, későbbi politikussal, a forradalmi Nagy Imre kormány államminiszterével. Pesti, majd szentendrei otthonukban, ahol 1949-től 2006-ban bekövetkezett haláláig élt és alkotott, gyakori vendég volt az 1930–1940-es évek szellemi életének több jeles képviselője, köztük Bernáth Aurél, Bibó István, Ferenczy Béni, Genthon István, Illyés Gyula, Jékely Zoltán, Kovács Imre, Németh László, Ottlik Géza, Szabó Lőrinc, Tamási Áron vagy például Weöres Sándor.
Az 1950-es évek elején kezdett mese- és gyermekkönyveket illusztrálni többek között a Tankönyvkiadó, Móra, Minerva, Corvina és Szépirodalmi kiadók részére. Könyvgrafikái külföldön is népszerűek lettek. Nemzedékek nőttek fel jellegzetes stílusú, humorral teli illusztrációin, amelyek közül Varga Katalin: Mosó Masa mosodája és Szepes Mária :Pöttyös Panni sorozat könyvei a legismertebbek. Nevéhez fűződik több klasszikus mese diafilmváltozatának elkészítése. Hosszú éveken át 1989-ig a Dörmögő Dömötör és a Kisdobos című gyermeklapok egyik legtöbbet foglalkoztatott grafikusa volt. Munkásságáért több díjat kapott. Utoljára 2010-ben, születésének 95. évfordulóján rendeztek munkáiból kiállítást szülőhelyén, Szucságon.
Munkásságából a Petőfi Irodalmi Múzeumban (1053 Budapest, Károlyi utca 16.) nyílt kiállítás 
Mosó Masa és barátai. F. Györffy Anna grafikusművész centenáriumi kiállítása címmel (2015.11.9–2016.04.30.)
Kurátor: Farkas Judit Antónia
Installáció: Batisz Miklós
Grafika: Farkas Anna

## Díjak, kitüntetések
- "Gyermekekért" Érdemérem (1982)
- Nívódíj (1984)
- Békéért Emlékérem ˙(plakett) (Országos Béketanács, 1985)

## Könyvek
F. Györffy Anna könyvillusztrációi:
- Igor Newerly: Visszanyert emberek szigete (1952)
- Murányi-Kovács Endre, Murányi-Kovács Zsuzsa: A Rákosi-zászlóért (1953)
- Kimonko, Dzsanszi: Ahol a Szukpáj folyik. (1953)
- Zelk Zoltán: Háziállataink (1954)
- Gazdag Erzsi: Palika flótája (1954)
- Orosz népmesék (1954)
- Gáli József: a királyné szoknyája (1955)
- Arkagyij Petrovics Gajdar: A kék csésze (1955)
- Károlyi Amy: Tik-tak (1955)
- Virágom, virágom - Magyar szerelmes versek (1955)
- Kennedy: A kék cica (1955)
- Sárközy György: Babaváros (1955)
- Sárközi Márta: Zsófi Könyve (1958)
- Charles Nodier: Aranyborsó és Borsóvirág (1958)
- Faragó Ilona: A főzőkanáltól az estélyiruháig (1958)
- Varga Tamásné: Gyurka számolni tanul (1958)
- Altai Margit: Amit az óra mesél (1959)
- Első nap az óvodában (1959)
- Pápa Relli: Ferkó (1959)
- Fehér Klára: Tevekönyv (1959)
- Tóth Eszter: Mit hoz édesanya? (1959)
- Benedek Elek: Mese a három kismalackáról (1960)
- Pósa Lajos: Cicaiskola (1960)
- Tábori István: A bátor szívű kisbojtár (1960)
- Tündérvarázs (1961)
- Ignácz Rózsa: Csutka. (1962)
- Nemes Nagy Ágnes: Jó reggelt, gyerekek! (1962
- Szabó Magda: Marikáék háza (1962)
- Gábor Éva Ágnes: Utazás Nekeresdországba (1963)
- Soltész Gáspár: Játékok (1963)
- Noszov: Rám nézett a macska (1964)
- Vasvári István: Tíz kicsi ló (1964)
- Bakó Ágnes: Kati és a meselámpa (1965)
- Szamuil Marsak: Mennyit ér az esztendő? (1965)
- Csuka Edit: Kicsi csacsi, hová mégy? (1967)
- L. Voronkova: Varázspart (1967)
- Vikár László: Cseremisz népdalok (1967)
- Marék Veronika - F. Györffy Anna: Amikor te kicsi voltál (1970)
- Niit: A lenhajú kislány (1970)
- Tarka léggömbök (1970)
- Jurij Jakovlev: Megyek az orrszarvú után (1972)
- Vera Csaplina: A csintalan majmocska (1973)
- Sz. Vida Mária: Lengő mesék (1973)
- F. Györffy Anna: Én kis kertet kerítek
- Csarusin: Tomka
- Sulyok Magda: Miez? (1974)
- Donáth Blanka: Kati öltözködik (1975)
- Pantyelejev, L.: Nagymosás (1976)
- Sulyok Magda: Anyu hol vagy? (1976)
- Sulyok Magda: Még a cica is mosakszik (1977)
- Dörmögő Dömötör meséi (1982)
- Rege Sándor: Gumimókus újabb kalandjai (1985)
- A három pillangó (1986)
- Donászy Magda: Hófehérke születésnapja
- Donászy Magda: Jelmezbál az óvodában
- Mócsi Lili: Ciróka, ciróka
- Erdei Ferenc: Néprajzi ínyesmesterség (1971)

## Szepes Mária és Varga Katalin könyvei
F. Györffy Anna illusztrációi: 
- Szepes Mária: Csupaszín
- Szepes Mária: Eleven képeskönyv
- Szepes Mária: Harkály anyó
- Szepes Mária: Pöttyös Panni
- Szepes Mária: Pöttyös Panni a Balatonon
- Szepes Mária: Pöttyös Panni az óvodában
- Szepes Mária: Pöttyös Panni Hetedhétországban
- Szepes Mária: Pöttyös Panni naplója
- Szepes Mária: Pöttyös Panni és Kockás Peti naplója
- Szepes Mária: Rőzse néni kunyhója
- Szepes Mária: Bolondos szerszámok
- Szepes Mária: Szia világ!
- Szepes Mária: Zsákbamacska
- Varga Katalin: Karácsony hava/Hófehérke karácsonya
- Varga Katalin: Kisbence
- Varga Katalin: Mosó Masa mosodája
- Varga Katalin: Segítek anyunak

## Diafilmek
F. Györffy Anna rajzaival megjelent diafilmek:
- Borka Játékországban
- Csipkerózsika
- Hamupipőke
- Hófehérke
- A 7 kis törpe egyedül
- Dia Kata Játékországban
- Sólyomszem, a felsült indián
- Kedvenceink-versikék háziállatainkról
- Óvoda az őserdőben
- Pöttyös Panni
- Zsuzsi segít anyukának
- Két kicsi kacsapásztor
- Gabi karácsonya
- Pirinkó barátai
- Babuci
- Hétvégi kirándulás
- Babaváros
- Első nap az óvodában

## Publikációi
- Kisdobos
- Dörmögő Dömötör

## Kiállítások
- Fővárosi Szabó Ervin Könyvtár. Budapest (1987)
- Szucság (2010)
- Petőfi Irodalmi Múzeum, Budapest (2015)